# V dni Oktjabrja
V dni Oktjabrja (В дни Октября) è un film del 1958 diretto da Sergej Dmitrievič Vasil'ev.